# Cantonul Dun-le-Palestel
Cantonul Dun-le-Palestel este un canton din arondismentul Guéret, departamentul Creuse, regiunea Limousin, Franța.

## Comune
| Comune                  | Populație (1999) | Cod poștal | Cod INSEE |
| ----------------------- | ---------------- | ---------- | --------- |
| La Celle-Dunoise        | 606              | 23800      | 23039     |
| La Chapelle-Baloue      | 135              | 23160      | 23050     |
| Colondannes             | 314              | 23800      | 23065     |
| Crozant                 | 519              | 23160      | 23070     |
| Dun-le-Palestel         | 1.147            | 23800      | 23075     |
| Fresselines             | 631              | 23450      | 23087     |
| Lafat                   | 377              | 23800      | 23103     |
| Maison-Feyne            | 293              | 23800      | 23117     |
| Naillat                 | 655              | 23800      | 23141     |
| Sagnat                  | 203              | 23800      | 23166     |
| Saint-Sébastien         | 690              | 23160      | 23239     |
| Saint-Sulpice-le-Dunois | 633              | 23800      | 23244     |
| Villard                 | 321              | 23800      | 23263     |